# Józef Chełmoński
Józef Chełmoński est un peintre et illustrateur polonais né à Boczki le 7 novembre 1849 et mort à Kuklówka Zarzeczna le 6 avril 1914.

## Biographie
Élève de Wojciech Gerson à Varsovie, puis à l'académie des beaux-arts de Munich de 1873 à 1874, Józef Marian Chełmoński s'installe à Paris en 1875 et expose au Salon des artistes français dès 1876. Il y obtient une mention honorable en 1882 avec le paysage Devant le cabaret. 
Il remporte le grand prix à l'Exposition universelle de 1889 et à celle de 1900 à Paris grâce à ces tableaux Au milieu des blés, Le Marché aux chevaux et Le Dimanche en Pologne.
Il travaille aussi comme illustrateur pour Le Monde illustré.
Il est le père de Wanda Chełmońska.

Œuvres de Józef Chełmoński
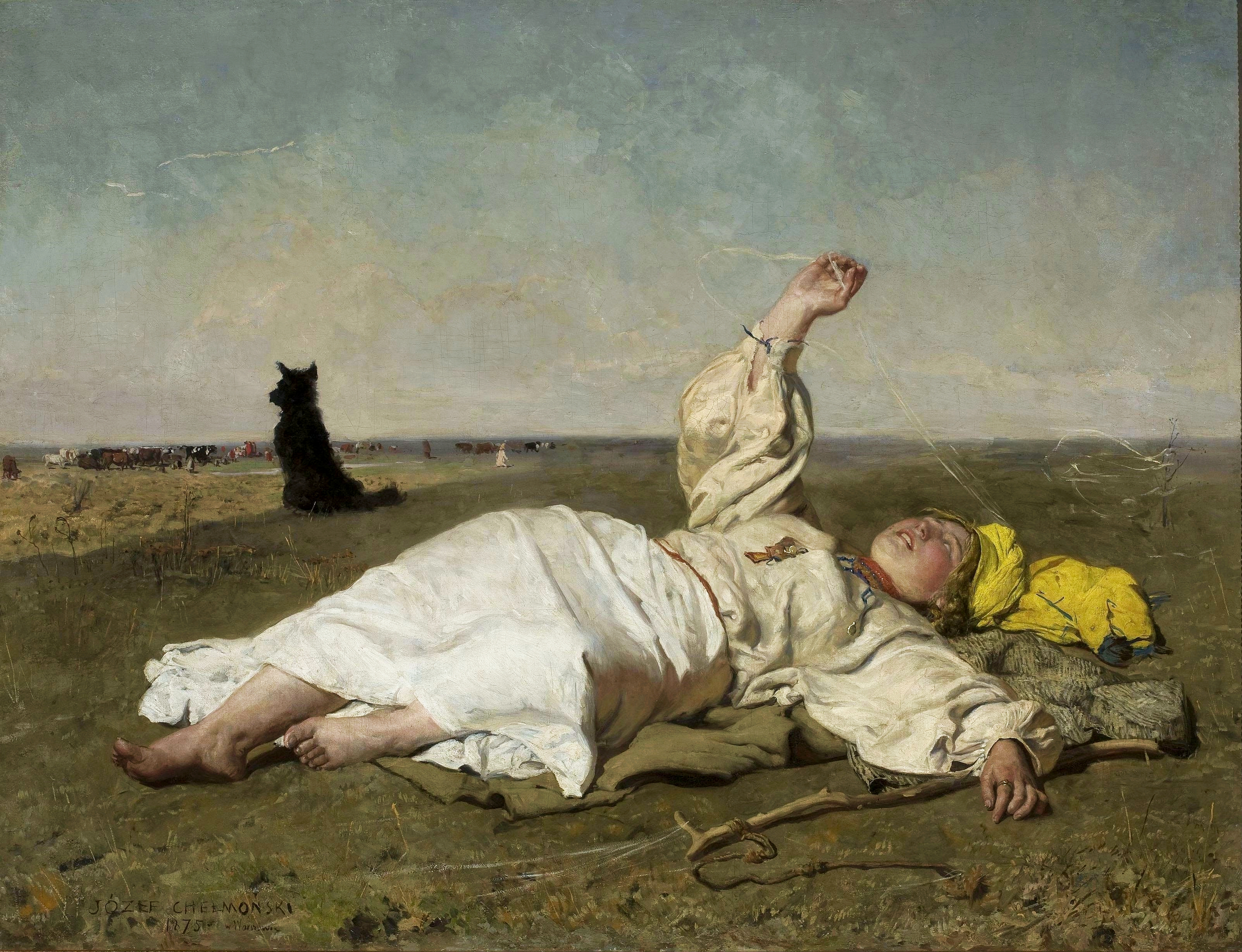
Babie lato, 1875, musée national de Varsovie.
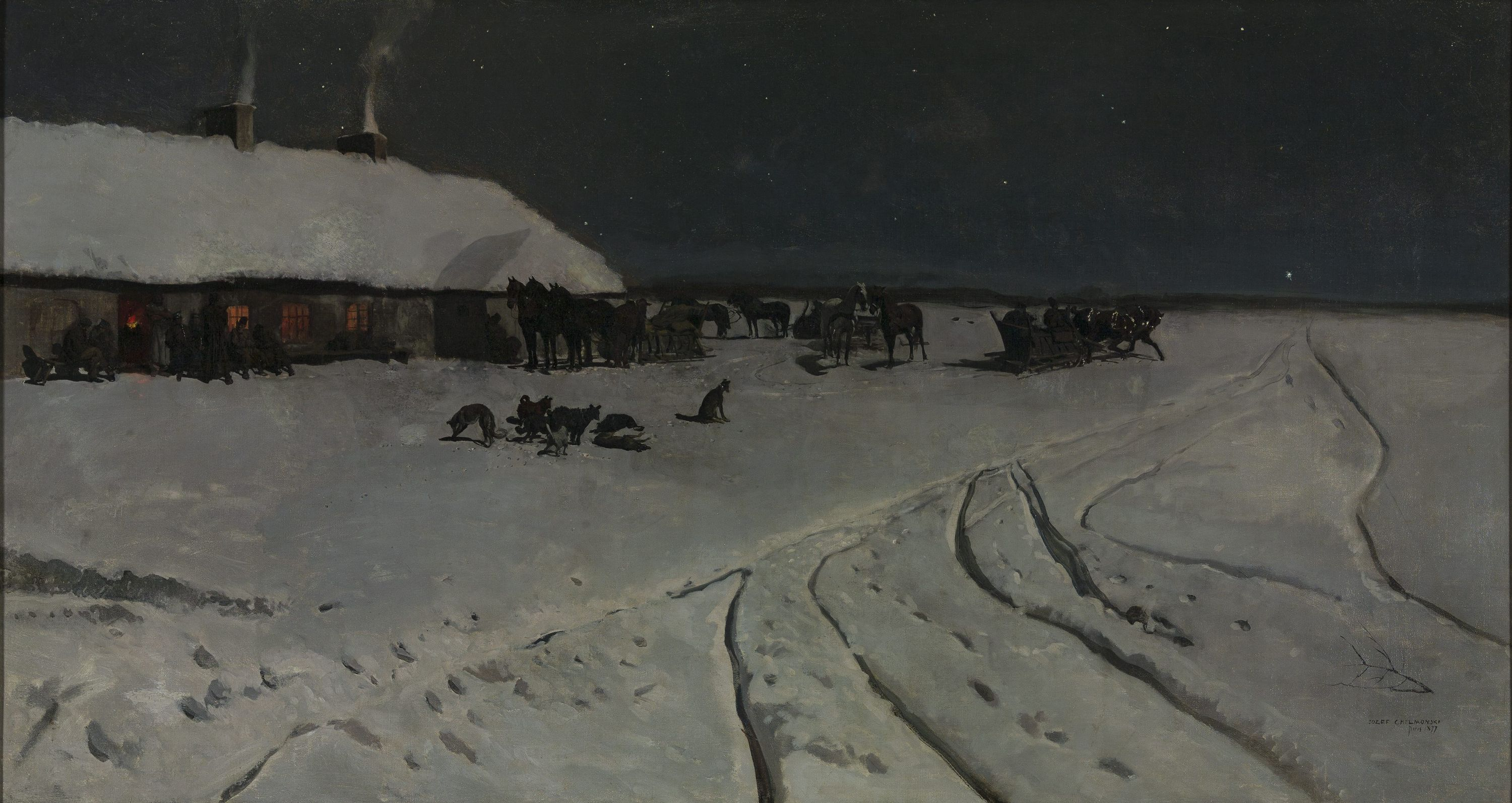
Noc na Ukrainie zimą, 1877, musée national de Varsovie.
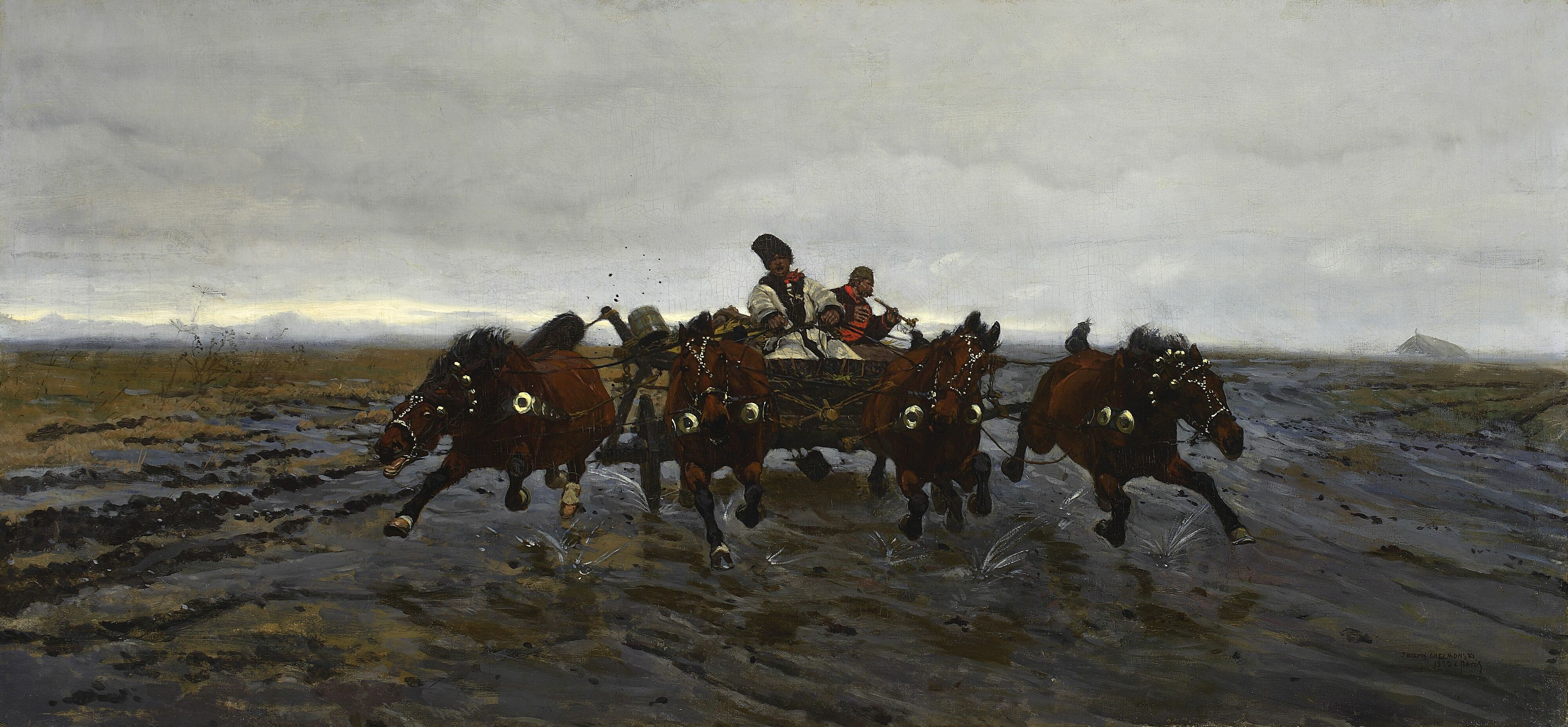
Czwórka, 1881, musée national de Varsovie.
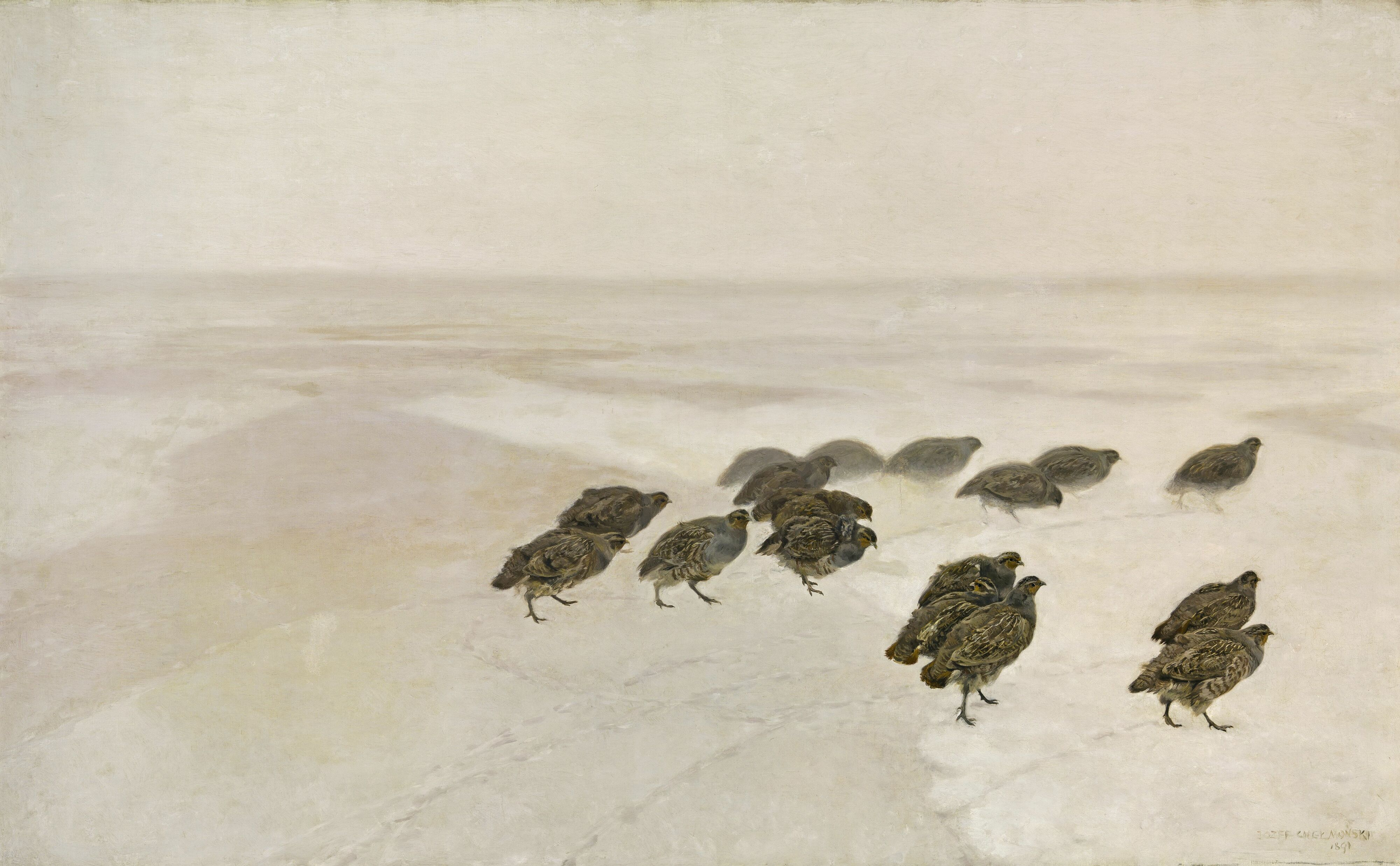
Kuropatwy, 1891, musée national de Varsovie.
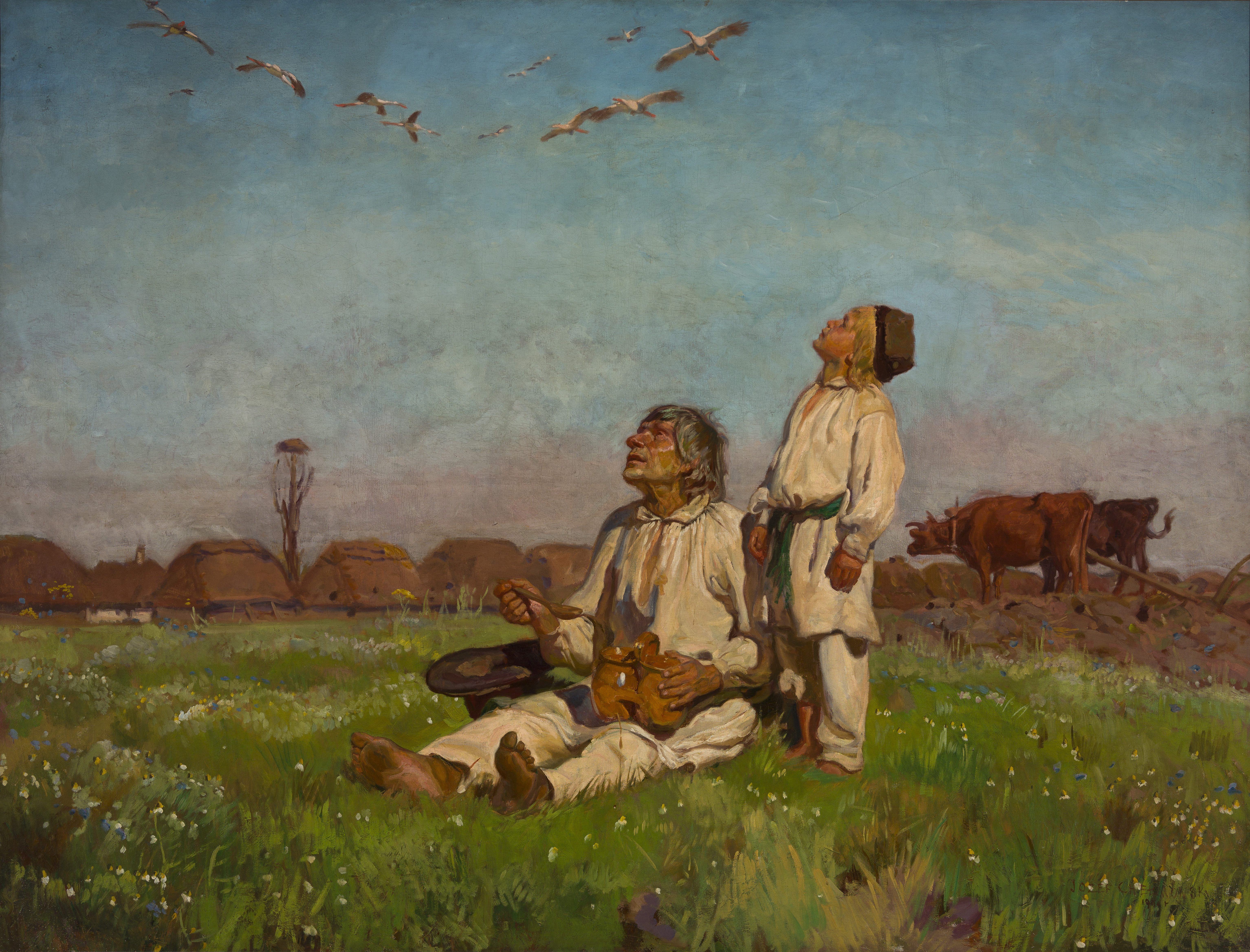
Bociany, 1900, musée national de Varsovie.
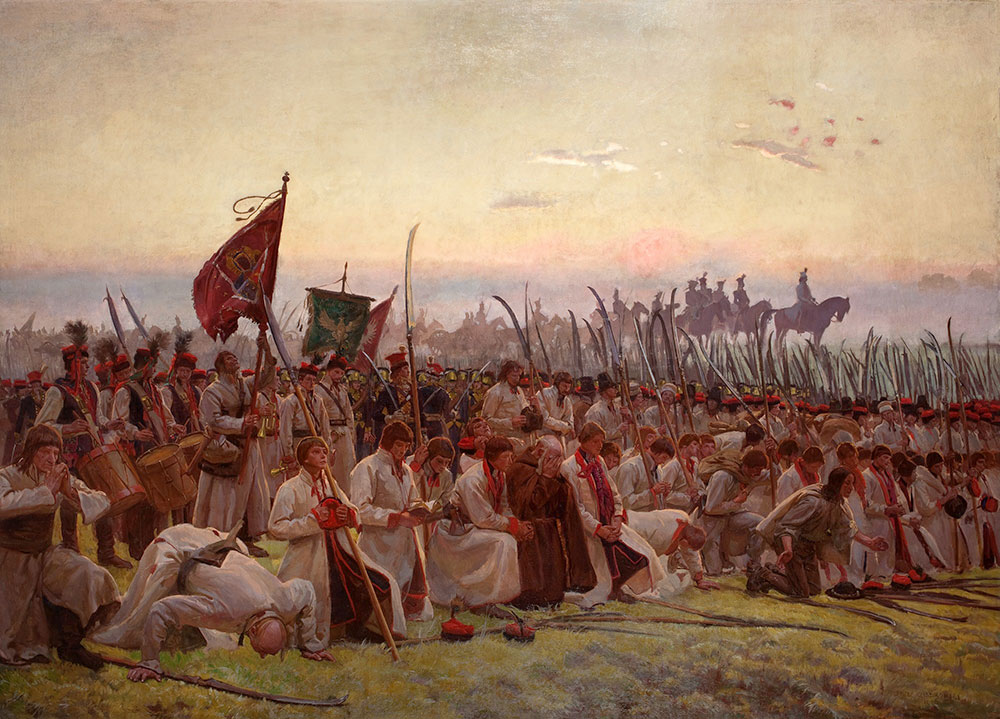
Modlitwa przed bitwą, 1906, musée national de Wrocław.